# Алей (місто)
Алей (араб. عاليه) — місто в Лівані, на території провінції Гірський Ліван. Адміністративний центр однойменного району.

## Географія
Місто розташоване в гористій місцевості західної частини Лівану, на відстані приблизно 10 кілометрів на південний схід від столиці країни Бейрута. Абсолютна висота — 913 метрів над рівнем моря.

## Історія
Місто Алей розвинулося завдяки будівництву залізниці в 1892-1895 роках, що уможливило залізничне сполучення міста з Бейрутом та Дамаском. Жителі Дамаска охоче користувалися залізницею, аби портапити до Алея, що стало місцем проведення літніх відпусток завдяки м'якому клімату, горам та узбережжю. У 2001 році почалися великі роботи з реставрації центру міста та його традиційного ринку «сук». Місто залишається важливим туристичним центром Лівану.

## Населення
На 2012 рік населення міста становило 46 269 осіб. У конфесійному плані більшість населення становлять друзи, також представлені християни (мелькіти, православні та мароніти).